# (8816) Gamow
(8816) Gamow es un asteroide que forma parte del cinturón de asteroides y fue descubierto por Liudmila Gueorguievna Karachkina el 17 de diciembre de 1984 desde el Observatorio Astrofísico de Crimea, en Naúchni.

## Designación y nombre
Gamow recibió inicialmente la designación de 1984 YN1.
Posteriormente, en 1999, se nombró en honor del científico estadounidense de origen ucraniano George Gamow (1904-1968).

## Características orbitales
Gamow está situado a una distancia media de 2,457 ua del Sol, pudiendo alejarse hasta 2,921 ua y acercarse hasta 1,993 ua. Tiene una excentricidad de 0,1889 y una inclinación orbital de 3,107 grados. Emplea 1407 días en completar una órbita alrededor del Sol. El movimiento de Gamow sobre el fondo estelar es de 0,2559 grados por día.

## Características físicas
La magnitud absoluta de Gamow es 13,9.